# Miilkbone
Miilkbone, egentligen Thomas Wlodarczyka, född 4 mars 1974, är en före detta amerikansk rappare ursprungligen från Perth Amboy, New Jersey. Miilkbone släppte sitt debutalbum da' miilkrate 1995, och trots hitsinglarna "Where'z Da Party At?" & "Keep It Real" var hans framgång begränsad.
Efter att ha legat lågt ett tag, återvände Miilkbone till scenen fyra år senare, med en låt på Death Rows samlingsalbum Chronic 2000. 2001 släppte Miilkbone sitt andra album U Got Milk?, som innehöll gästartister som Tame One, Chop Diesel, Flame Spitta med flera. Miilkbone försökte återuppliva sin karriär genom att skriva en disslåt mot Eminem, låten "Dear Slim". Detta ignorerades dock av Eminem.
Efter släppt sitt andra album har inte Miilkbone fortsatt sin musikkarriär.